# باول كريستيان فرانك
باول كريستيان فرانك هو محامي وسياسي نرويجي، ولد في 28 نوفمبر 1879 في أوسلو في النرويج، وتوفي بنفس المكان في 21 فبراير 1956.